# Fernando Vieira
Fernando Derivi Vieira, más conocido como Fernando Vieira (Porto Alegre, 4 de mayo de 1948 - Bento Gonçalves, 16 de septiembre de 2020) fue un periodista, locutor y presentador de televisión brasileño .

## Biografía
Inició su carrera en 1968 en la TV Difusora de Porto Alegre en la que fue camarógrafo, trabajó en el departamento de promociones y fue responsable de la programación en la inauguración de la televisión en octubre de 1969. 
Trabajó 17 años en TV Bandeirantes y otros 17 en TV Guaíba. Además de trabajar como productor y presentador de los programas Difusora Gente, emitidos los domingos por la tarde, en 1972, y el programa diario Agenda, que trataba temas relacionados con la sociedad, la vida cotidiana y la música. Posteriormente, se incorporó al equipo más famoso de la televisión gaucha, en el emblemático programa Portovisão. De 1978 a 2005 presentó el programa Fernando Vieira, en TV Guaíba, y pasó a formar parte de la atracción Guaíba ao Vivo, en Rádio Guaíba. En mayo de 2005 se trasladó a TV Pampa, donde produjo y presentó el Programa Zoom, dedicado a la música brasileña. 
El 15 de agosto de 2008, el presentador recibió un disparo en un intento de robo. Además de presentador, Vieira es el creador del Festival Nacional de Música lanzado en 1981 como el Festival Nacional de Disco, evento que se realizó en Porto Alegre en 11 ocasiones y 3 en Serra Gaúcha. En 2005, el evento comenzó a llevar este nombre. También puso en marcha el proyecto Multifeiras, en el que trajo novedades en artículos para el hogar.
En julio de 2016 fue galardonado por la Municipalidad de Porto Alegre con el título de Ciudadano Emérito.
Fernando falleció el 16 de septiembre de 2020, víctima de un infarto masivo, en Bento Gonçalves, tras reunirse con el alcalde y secretario de salud Guilherme Pasin, quien acudió al rescate pero sin éxito.